# 湖西風力發電站
湖西風力發電站位於臺灣澎湖縣湖西鄉，為隸屬於台灣電力公司旗下的風力發電站，該風力發電站共有6部風力發電機組，分別坐落在湖西鄉北寮村、南寮村，以及菓葉村三個村落。所生產之電力引接至尖山發電廠後由該發電廠做調度使用。

## 沿革

### 計畫
自2001年澎湖縣白沙鄉中屯風力發電站第一期完工後，台電公司鑑於該發電站運轉狀況良好，加上澎湖縣本身依靠柴油火力發電廠供電成本高昂，但具有良好之風力資源。因此於2004年擬定「風力發電10年發展計畫」，該計畫除了臺灣本島的風力發電開發外，也計畫於離島地區，金門縣新建風力發電站以及澎湖縣繼續開發新風力發電資源。
爾後台電公司經過規劃與評估，擇定於澎湖縣湖西鄉設置六部風力發電機，分布在北寮村3部、南寮村2部，以及菓葉村1部。2006年10月12日台電公司新能源施工處派員至湖西鄉召開業務宣導說明會，會中針對湖西風力發電計畫進行介紹與居民疑問之解釋。

### 施工
2006年10月底澎湖湖西風力發電計畫決標，由中興電工集團得標該計畫的統包工程，台電公司新能源施工處負責監造業務。2008年12月3日中興電工開始進駐施工，湖西風力發電站預計架設六部由德國愛納康公司所製造支風力發電機組。2010年11月湖西風力發電站完成風力發電機組的架設安裝作業。

### 完工
2010年9月30日湖西風力發電站完工啟用。所生產之電力引接至尖山發電廠由該發電廠進行供電調度。2011年包含湖西風力發電站在內，中興電工所承包的彰化縣王功風力發電站，以及桃園縣大潭風力發電站二期榮獲行政院公共工程委員會第11屆公共工程金質獎。
湖西風力發電站的年發電量約有18.765百萬度，每年可減少二氧化碳氣體排放量達15,718公噸。

## 爭議
湖西風力發電站完工後，因位於菓葉村的一號風力發電機座落位置鄰近菓葉國小，導致其噪音嚴重影響學童上課及鄰近村民生活作息，對此台電公司於2011年4月再次在湖西鄉公所與菓葉村民活動中心召開說明會，時任湖西鄉菓葉村村長許順汀表示，若台電公司於農曆八月前無法改善風力發電機噪音問題，將聯合地方各界強制拆除風力發電機。台電公司表示將商請專家將風力發電機噪音儘量調整至最低。

## 設備

### 發電機組
| 風力發電機類型                 | 風力發電類型 | 機組數量 | 裝置容量（MW） | 商轉日期      | 狀態   |
| ------------------------------ | ------------ | -------- | -------------- | ------------- | ------ |
| 德国愛納康E-44/900型風力發電機 | 陸域風力發電 | 6        | 5.4MW          | 2010年9月30日 | 商轉中 |

## 資料來源
1. ↑  劉文燦、陳昭榮、李清吟、吳元康.  (PDF). 國立澎湖科技大學. 2010-12-17  [2017-10-28] （中文（臺灣））.[]
2. 1 2  . wind-turbine-models.com.   [2017-10-28]. （原始内容存档于2020-08-06） （美国英语）.
3. 1 2 3   (PDF). 台灣電力公司.   [2017-10-28]. （原始内容 (PDF)存档于2016-03-04） （中文（臺灣））.
4. 1 2 3 4 5  . 中興電工集團.   [2017-10-28]. （原始内容存档于2017-05-18） （中文（臺灣））.
5. 1 2 3  吳天明.  (PDF). 源雜誌91期. 2002-01  [2017-10-28]. （原始内容 (PDF)存档于2019-07-01） （中文（臺灣））.
6. 1 2  郭金泉. . 台灣新能源產業促進協會.   [2017-10-28]. （原始内容存档于2017-08-22） （中文（臺灣））.
7. 1 2  . 樂活澎湖灣.   [2017-10-28] （中文（臺灣））.
8. ↑  朱瑞墉.  (PDF). 源雜誌76期. 2009-07  [2017-10-28]. （原始内容存档 (PDF)于2021-04-12） （中文（臺灣））.
9. ↑  . 中興電工集團.   [2017-10-28]. （原始内容存档于2018-04-15） （中文（臺灣））.